# چمبرز استیتس، دانیا بیچ، فلوریدا
چمبرز استیتس (به انگلیسی: Chambers Estates) یک منطقهٔ مسکونی در ایالات متحده آمریکا است که در شهرستان براوارد، فلوریدا قرار دارد. چمبرز استیتس ۱٫۴ کیلومتر مربع مساحت و ۳٬۵۵۶ نفر جمعیت دارد.